# Scopula ochreolata
Scopula ochreolata là một loài bướm đêm trong họ Geometridae.